# Omar Benson Miller
Pour les articles homonymes, voir Miller.
Omar Benson Miller, né le 7 octobre 1978 à Anaheim, quartier de Los Angeles, en Californie, est un acteur américain.

## Biographie
Omar Benson Miller est surtout connu pour ses rôles dans Réussir ou mourir au côté de 50 Cent, dans 8 Mile au côté d'Eminem, et dans American Pie Presents Band Camp. 
En 2007, il obtient un petit rôle, non crédité au générique, dans Transformers où on le voit danser sur un tapis de danse et sauter dans la piscine après être passé à travers la vitre lorsque le FBI intervient dans la maison.
En 2014 Il obtient un des rôles  principaux en tant que Charles Greane, joueur de foot américain, dans la série télévisée Ballers.

## Filmographie

### Au cinéma
- 2002 : Sorority Boys de Wallace Wolodarsky : Big Johnson
- 2002 : 8 Mile de Curtis Hanson : Sol George
- 2004 : Shall We Dance ? de Peter Chelsom : Vern
- 2005 : Réussir ou mourir de Jim Sheridan : Keryl
- 2007 : Transformers de Michael Bay : le cousin de Glen Whitmann
- 2008 : Nos souvenirs brûlés (Things We Lost in the Fire) de Susanne Bier : Neal
- 2008 : Miracle à Santa Anna (Miracle at St. Anna) de Spike Lee : Samuel 'Sam' Train
- 2008 : The Express de Gary Fleder : Jack Buckley
- 2010 : L'Apprenti sorcier (The Sorcerer's Apprentice) de Jon Turteltaub : Bennet
- 2013 : Homefront de Gary Fleder : Teedo
- 2019 : Above Suspicion de Phillip Noyce : Denver Rhodes
- 2022 : Le Destin des Tortues Ninja, le film (Rise of the Teenage Mutant Ninja Turtles: The Movie) d'Ant Ward et Andy Suriano : Raphael (voix)
- 2025 : Sinners de Ryan Coogler : Cornbread

### En vidéo
- 2005 : American Pie : No limit ! de Steve Rash : Oscar

### À la télévision
- 2005 : Sex, Love and Secrets de Michael Gans et Richard Register : Coop
- 2006 : New York, unité spéciale (saison 7, épisode 20) : Rudi Bixton
- 2009 : Eleventh Hour : Felix Lee
- 2009-2012 : Les Experts : Miami : Walter Simmons
- 2015-2019 : Ballers : Charles Greene
- 2018 : Le Destin des Tortues Ninja : Raphael (voix)
- 2022 : Les Derniers Jours de Ptolemy Grey : Reggie Lloyd

## Voix francophones
En version française, Omar Benson Miller est doublé à titre exceptionnel dans les années 2000 par Jean-Jacques Nervest dans Shall We Dance?, Gilles Morvan dans American Pie Présente : No Limit!, Philippe Bozo dans Réussir ou mourir, Bruno Henry dans Lucky You, Fabien Gravillon dans Miracle à Santa Anna ainsi qu'à deux reprises par Christophe Lemoine dans 8 Mile et Eleventh Hour. 
À partir de 2010, Jean-Baptiste Anoumon devient sa voix régulière, le doublant dans L'Apprenti sorcier, Homefront, Les Experts : Miami, Ballers ou encore Les Derniers Jours de Ptolemy Grey. En 2025, Guillaume Beaujolais le double dans Sinners.
En version québécoise, Omar Benson Miller n'a pas de voix régulière. Ainsi, il est doublé par Benoît Éthier dans 8 Mile, Stéphane Rivard dans Si on dansait ?, Tristan Harvey dans Miracle à St-Anna et Hugolin Chevrette-Landesque dans Protection.